# یواس‌اس پاول ریور (ای‌پی‌ای-۲۴۸)
یواس‌اس پاول ریور (ای‌پی‌ای-۲۴۸) (به انگلیسی: USS Paul Revere (APA-248)) یک کشتی است که طول آن ۵۶۳ فوت ۶ اینچ (۱۷۱٫۷۵ متر) می‌باشد. این کشتی در سال ۱۹۵۳ ساخته شد.